# شاهراه کابل–قندهار
شاهراه کابل–قندهار جاده ارتباطی بین شهرهای کابل و قندهار در کشور افغانستان است. این شاهراه که دارای ۴۸۳ کیلومتر طول است بخشی از شاهراه حلقوی افغانستان محسوب می‌شود و از دشت برچی کابل شروع می‌شود و از میدان‌شهر، سیدآباد، غزنی و قلات می‌گذرد تا به عینو مینه قندهار می‌رسد. این شاهراه بخش کلیدی سیستم شاهراه ملی افغانستان یا "شاهراه ملی ۱" است. تمام شاهراه بین کابل و قندهار هیچ گذرگاه کوهستانی ندارد اما در برخی نقاط کوه‌های زیادی در نزدیکی آن وجود دارد. تقریباً ۳۵ درصد از جمعیت افغانستان در ۵۰ کیلومتری (۳۱ مایلی) کابل به قندهار از جاده کمربندی افغانستان زندگی می‌کنند.

## تاریخچه
شاهراه کابل – قندهار در دهه ۱۹۶۰ توسط مهندسان افغان و آمریکایی با بسته شدن قراردادی با اداره همکاری بین‌المللی ایالات متحده طراحی و آسفالت شده‌است. این پروژه در حالی بود که اتحاد جماهیر شوروی و ایالات متحده در حال گسترش نفوذ خود در افغانستان بودند. در آن سال‌ها شاهراه‌ها بیشتر توسط کامیون‌ها و اتوبوس‌ها استفاده می‌شد زیرا وسایل نقلیه شخصی در مقایسه با زمان کنونی بسیار کم بود. در دهه ۱۹۸۰، علاوه بر کامیون‌ها و وسایل نقلیه شخصی، کاروان‌های نظامی اتحاد جماهیر شوروی بین کابل و قندهار عموماً رفت و آمد می‌کردند.
در اواخر سال ۲۰۰۲ یا اوایل سال ۲۰۰۳، در دوران ریاست جمهوری حامد کرزی، ایالات متحده، در حالی که فقط حدود ۴۳ کیلومتر (۲۷ مایل) از بزرگراه قبل از تعمیرات قابل استفاده بود، بودجه تعمیر و بازسازی ۳۸۹ کیلومتر (۲۴۲مایل) جاده (با هزینه حدود ۱۹۰ میلیون دلار) و ژاپن ۵۰ کیلومتر (۳۱ مایل) را تأمین کرد. پروژه بازسازی توسط شرکت مهندسی گروه لوئیس برگر با کمک در برنامه‌ریزی و طراحی توسط مهندسان ترک و هندی انجام شد. فاز یک آسفالت در دسامبر ۲۰۰۳ به پایان رسید و شاهراه به روی ترافیک و رفت و آمد وسایل نقلیه باز شد. سفر از قندهار تا کابل عموماً ۱۸ ساعت طول می‌کشد، با بازسازی، به حدود ۶ ساعت کاهش یافت.
در سال ۲۰۲۲ دولت افغانستان تصمیم به بازسازی و تعمیر شاهراه گرفت. به زودی کار در ولایت‌های مختلف کشور که بزرگراه از آنجا می‌گذشت آغاز شد. ساخت یک میدان عوارضی در ولایت کابل در اواخر سال ۲۰۲۲ آغاز شد و قرار بود در ولایت قندهار یک میدان عوارض دیگر ساخته شود.
شرکت اتوبوس دشت برچی خدمات حمل و نقل را به ولایات میدان وردک، بامیان، غزنی، دایکندی و غور ارائه می‌دهد. یکی دیگر از این ترمینال‌ها در عینو مینه قندهار و یکی در انتهای غربی آن شهر وجود دارد که خدمات اتوبوسرانی را به لشکرگاه، زرنج، فراه و هرات ارائه می‌دهد.